# Cossypha cyanocampter
Pisco-d'ombros-azuis ou cossifa-de-ombros-azuis (Cossypha cyanocampter) é uma espécie de ave da família Muscicapidae.
Pode ser encontrada nos seguintes países: Camarões, República Centro-Africana, República do Congo, República Democrática do Congo, Costa do Marfim, Guiné Equatorial, Gabão, Gana, Guiné, Quénia, Libéria, Mali, Nigéria, Serra Leoa, Sudão, Tanzânia, Togo e Uganda.
Os seus habitats naturais são: florestas subtropicais ou tropicais húmidas de baixa altitude e regiões subtropicais ou tropicais húmidas de alta altitude.